# هده‌مورا

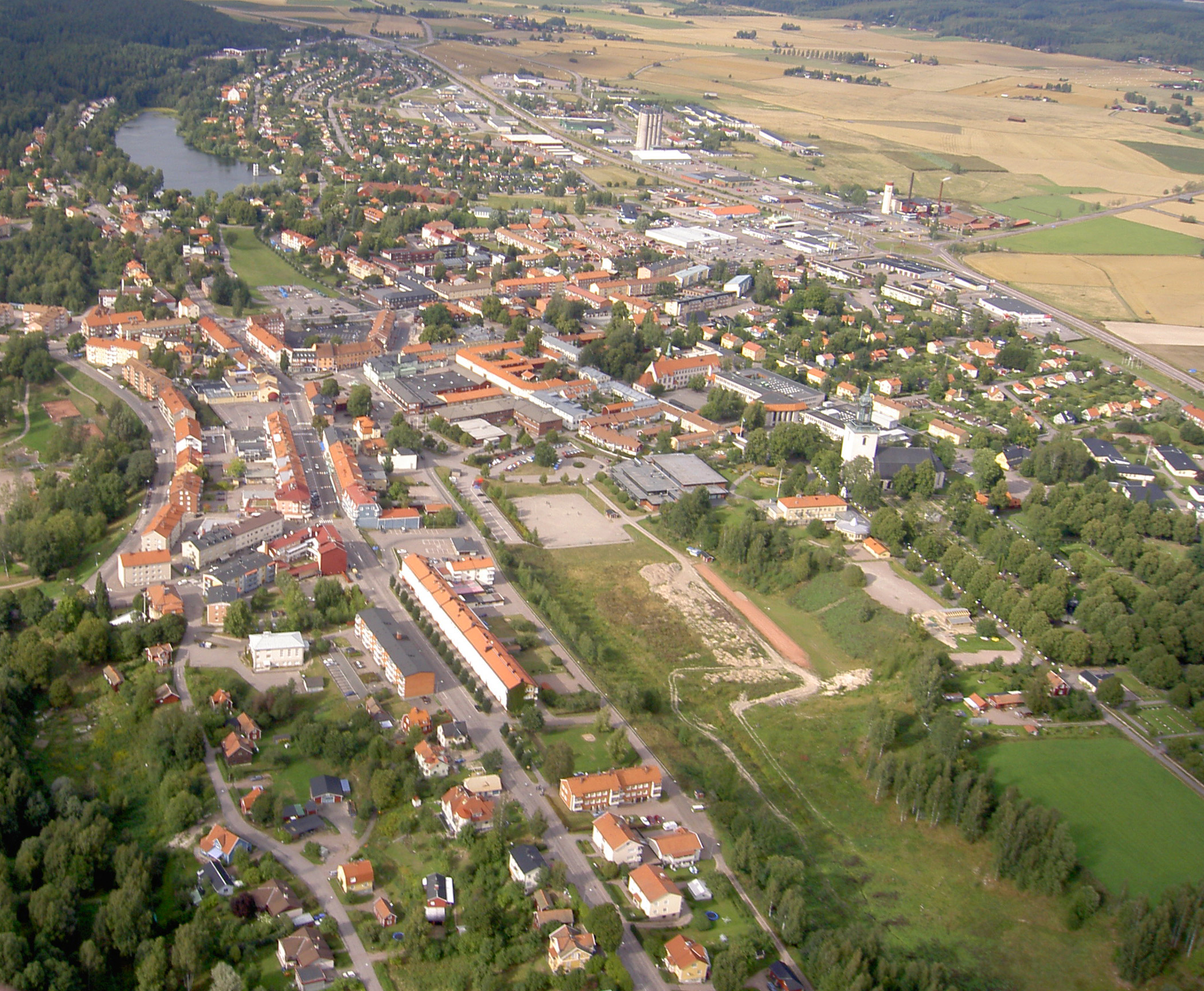

شهر هده‌مورا (به سوئدی: Hedemora) در ناحیه شهری هده‌مورا در کشور سوئد واقع شده‌است. جمعیت این شهر ۱۱۹۶٫۳۸  نفر است.